# Aranäs
Ej att förväxla med Aranäs herrgård i Jönköpings kommun. För handbollsklubben, se HK Aranäs

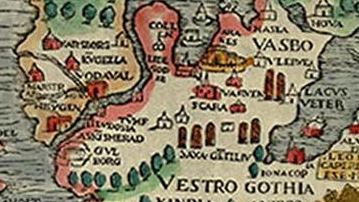
Aranäs är utmarkerat i överkant till höger av detta utsnitt ur Olaus Magnus Carta Marina från 1539.

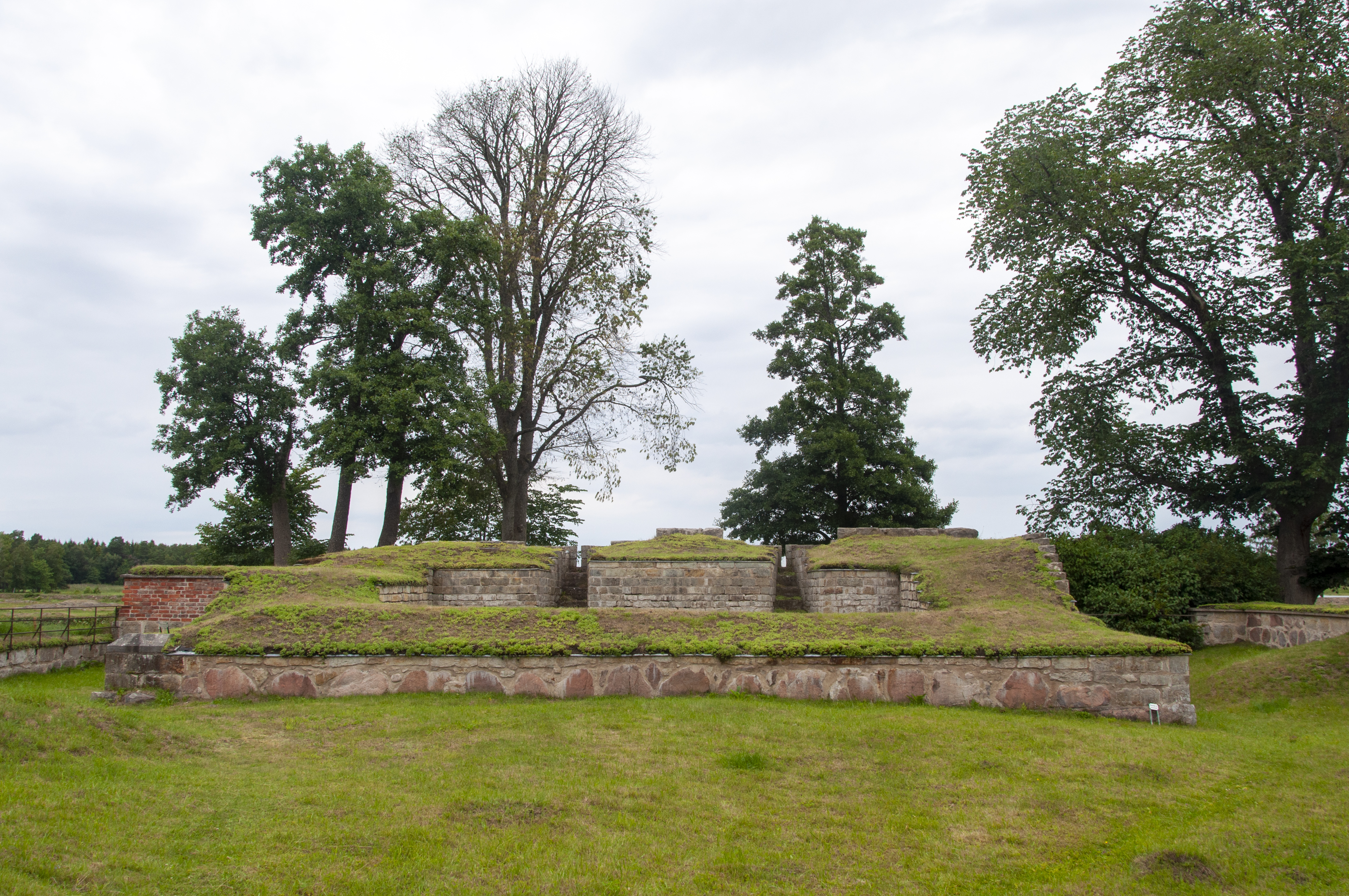
Aranäs ruiner

Aranäs var en medeltida stormansborg som låg på en udde i Vänern vid Årnäs i Forshems socken, Götene kommun, i Västergötland. 

## Aranäs historia
Borgen nämns första gången i Erikskrönikan, troligen författad på 1320-talet, och omnämnandet anknyter till året 1283 då marsken Torgils Knutsson uppehöll sig här.

Nästa omnämnande är i samband med att Torgils Knutsson år 1304 bjöd in kung Birger och dennes upproriska bröder Erik och Valdemar till ett försoningsmöte på "eth fästä" Aranäs. Här lyckades de förhandla fram en förlikning.

Det sista omnämnandet i Erikskrönikan är från 1305, då borgen brändes i samband med att Torgils Knutsson fängslades och fördes till Stockholm för avrättning.
Efter marskens död skänktes jorden 1308 av Erik och Valdemar till Gudhems kloster, med villkoret att nunnorna inom ett år skulle flytta till Aranäs, som genom sitt utmärkta läge var bättre än Gudhem. Flyttningen blev dock fördröjd, och sedan kung Magnus 1335 skänkt gården Rackeby kungsgård till Gudhems kloster, flyttade nunnorna i stället dit och bodde där åtminstone till 1349. Detta år fick de Aranäs igen, nu av kung Magnus, och två år senare omtalas där ett kloster. Gudhemsnunnorna bodde där i ungefär tio år.

År 1366 gav kung Albrekt av Mecklenburg gården till hövitsmannen på Axvalls slott, Gerhard Snakenborg. Villkoret för donationen var att Aranäs inte fick befästas utan kungens och rådets samtycke. Det tyder på att Aranäs i mitten av 1300-talet inte fungerade som borg. 1371 lämnades den av kung Magnus som betalning för en skuld till biskop Nils i Skara. Biskopsstolen innehade sedan Aranäs fram till reformationen. 
Mellan åren 1379 och 1508 är det helt tyst om Aranäs i de skriftliga källorna vilket har tolkats som att borgen troligen låg öde under större delen av 1400-talet och att den sannolikt sattes åter i stånd vid 1500-talets början. På 1550-talet låg borgen enligt Olaus Magnus återigen i ruiner. 
År 1683 övergick gården, då kallad Årnäs, från kronan till enskild person. Den nuvarande närbelägna Årnäs herrgård, i vars trädgård borgruinen ligger, är uppförd på 1700-talet. År 1801 köpte grosshandlaren Berndt Harder Santesson godset Årnäs, och 1802 anlades glasbruket Årnäs bruk på ägorna. Glasbruksverksamheten lades ner 1960, därefter har mindre metallindustri förekommit på bruksområdet. 
Genom två omfattande utgrävningar är Aranäs bland de bäst dokumenterade medeltida borganläggningarna i Västergötland.

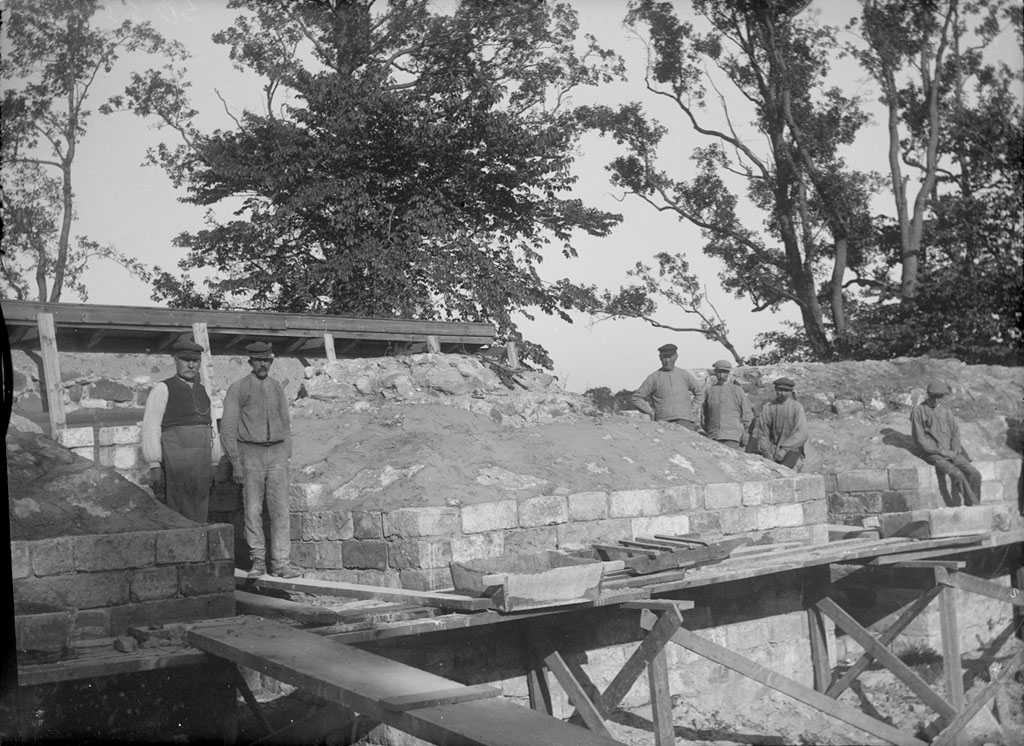
Bild från utgrävningen av Aranäs borgruin 1920

### Utgrävningen 1916–1923
Under denna utgrävning, utförd av arkeologerna Bror Schnittger och Hanna Rydh, grävdes borgkärnan längst ut på den medeltida udden ut. Den visade sig bestå av en flervånig rektangulär tornbyggnad, cirka 13 gånger 19 meter, och med cirka 4 meter tjocka murar i bottenvåningen gjord av kvaderhuggen sandsten. Tornet har senare blivit sammanbyggt med en kvadratisk borgmur, cirka en meter tjock och med omkring 35 meter långa sidor. Höjden på borgmuren anses ha varit minst 4 meter. Anläggningen har omslutits av en vallgrav i anslutning till murarna. Inne på den lilla borggården har funnits smedja och hushållsanläggningar. 
Tidigt under utgrävningarna gjordes det spektakulära fyndet av en tunnhjälm, senare kallad ”Torgils Knutssons järnhatt” eller ”Aranäshjälmen”. Hjälmen är typisk för tiden omkring år 1300.
Spår av brandlager under borgmuren och likheter i arkitektur mellan huvudbyggnadens bottenvåning och den närbelägna kyrkan i Forshem, gjorde att arkeologen Schnittger hade hypotesen att borgen var samtida med 1100-talskyrkan och hade föregåtts av en äldre försvarsanläggning i trä.

### Utgrävningen 1999–2001
Resultaten från undersökningarna – samt senare kompletterande insatser – visar att borgen med all sannolikhet byggdes under 1200-talets mitt eller andra hälft. Det påträffades inga belägg för att det funnits en äldre borg på platsen. 
Däremot påträffades två tidigare helt okända stenbyggnader, strax söder om borgruinen. Den ena, med påkostade stendekorationer, bedöms vara borgherrens salsbyggnad. Byggnaderna är samtida med huvudborgen – det vill säga från sent 1200-tal – 1300-tal. Ett annat nyfynd är en vallgrav som legat i nära anslutning till den som finns vid borgkärnan. Cirka 130 meter söder om borgen har det funnits en drygt 6 meter bred stenskodd vallgrav. Det finns spår av en fjärde vallgrav, cirka 600 meter söderut, vilken har skurit av hela udden och antyder att borgen haft två förborgar.
Dessa undersökningar genomfördes av Medeltidsarkeologiska avdelningen, Institutionen för arkeologi, vid Lunds universitet. Projektet finansierades av Harald och Gustaf Ekmans stiftelse för kulturminnesvård och miljövård.

## Aranäs i populärkultur
Romanfiguren och korsriddaren Arn Magnusson som Jan Guillous Arn-trilogi handlar om, har sitt ursprung i Aranäs. I böckerna kallas gården för Arnäs. Arn växte upp på gården till dess att han blev skickad till Varnhems kloster. Mor Sigrid gav honom också hans namn, Arn, efter gårdens namn. Gården har en central roll i böckerna, dit Arn återvänder gång på gång. Arn rustar också upp gården, för att göra den till en ointaglig borg, när han kommer tillbaka från det heliga landet.

## Aranäshjälmen
Aranäshjälmen, även kallad Torgils Knutssons järnhatt, är en tunnhjälm som upphittades vid utgrävning av Aranäs 1916. Stridshjälmen är daterad till ca år 1300 och utställd på Historiska museet i Stockholm.

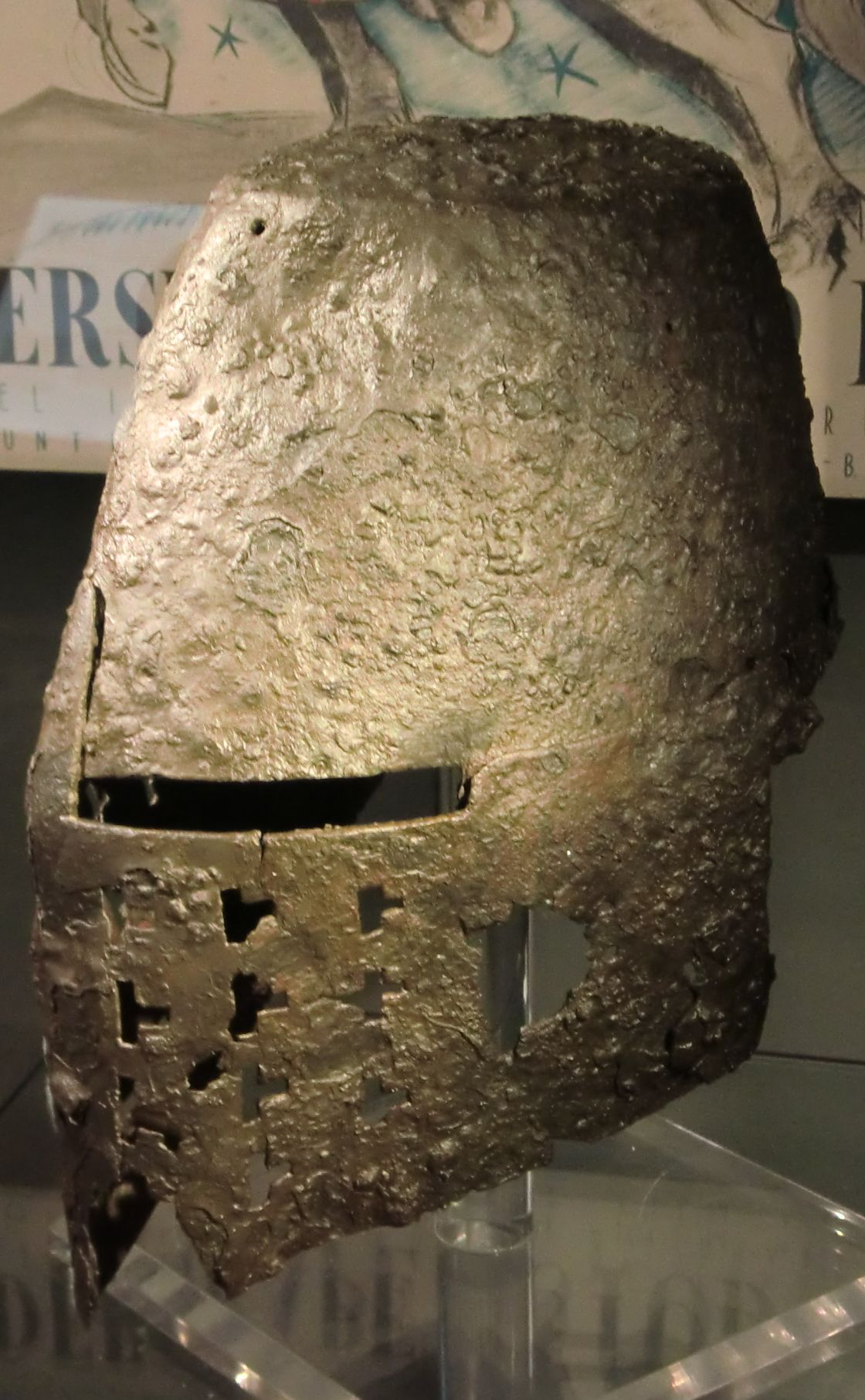
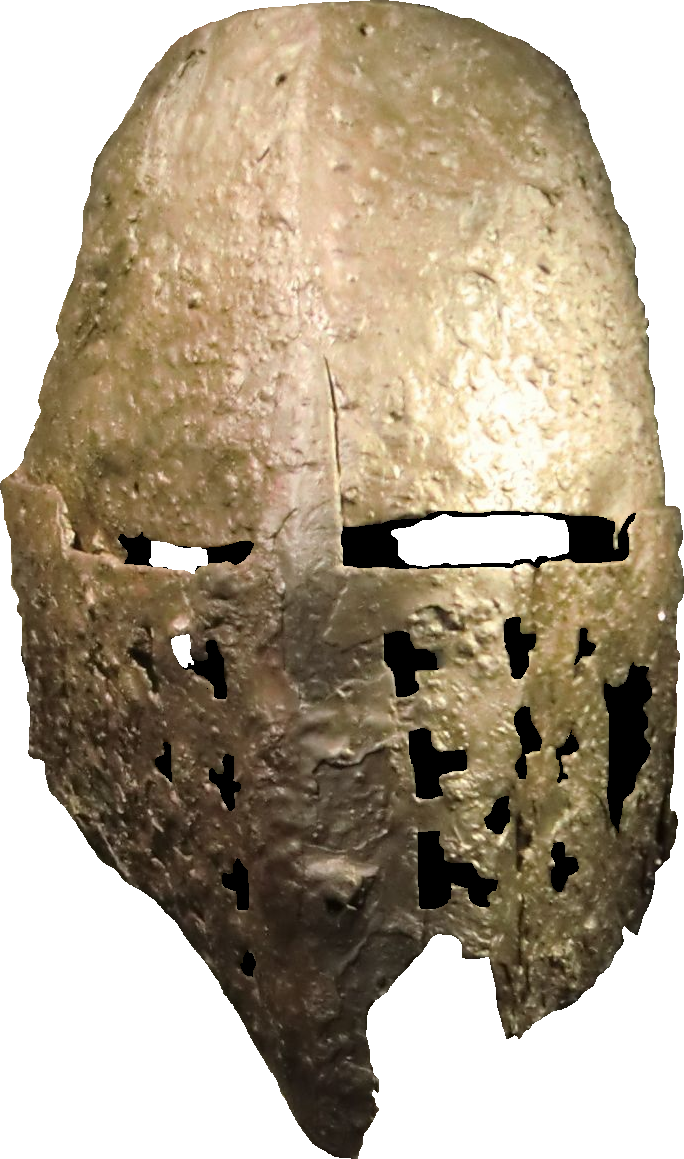